# グレゴリウス16世 (ローマ教皇)
グレゴリウス16世（Gregorio XVI, 1765年9月18日 - 1846年6月1日）は、ローマ教皇（在位1831年2月2日 - 1846年6月1日）、カトリック教会の司祭。本名、バルトロメオ・アルベルト・カッペラーリ（Bartolomeo Alberto Cappellari）。高まるイタリア統一運動とそれに期待する世論を読みきれず、教会と世俗国家との間の溝を広げることになった。選出時に司教でなかった教皇として、また第266代教皇フランシスコ（イエズス会出身）以前では修道会司祭出身として、最後の教皇である。

## 生涯
1765年、ヴェネツィア共和国のベッルーノで生まれたカッペラーリは、長じてカマルドリ会に入った。若くして秀才の誉れ高く、その学才によって修道会内外に名を知られる存在であった。1799年にはジャンセニスムを糾弾する著作を著し、イタリアのみならずヨーロッパ諸国でも出版された。1800年にはできたばかりのカトリック・アカデミーの会員に選ばれている。
カマルドリ会副総長、布教省長官などを経て、1825年3月に枢機卿に任ぜられ、レオ12世のもとで教皇庁の外交職に従事した。1831年2月2日、ピウス8世の死去を受けて始まったものの、50日続いたコンクラーヴェの末に45人の枢機卿の中からカッペラーリが教皇に選ばれ、グレゴリウス16世を名乗った。彼は教皇選出時には司教でなかったため、戴冠式の日に司教に叙階された。
1830年の七月革命後、フランスがイタリア領を脅かす気配を見せると、イタリア国内にイタリア自主独立の気運が高まった。しかし、グレゴリウス16世は教皇領の治安維持に外国軍であるオーストリア軍の出動を依頼したため、教皇領内で民衆の暴動が発生した。グレゴリウス16世は近代と名のつくものすべてに嫌悪を感じていたらしく、近代科学技術を駆使した鉄道やガス灯すら教皇領内に設置することを拒否した。1834年には、再三の警告の末にカトリック自由主義の論客フェリシテ・ド・ラムネーを破門したことでも知られる。
近代主義と世俗国家のあり方を糾弾しつつ、教会が自らの中に閉じこもっていったグレゴリウス16世時代のスタイルは、後の第1バチカン公会議にいたる伏線となっていく。